# Langur de Delacour
El langur de Delacour (Trachypithecus delacouri) és una espècie de primat de la família dels cercopitècids. És endèmic d'una regió molt petita del nord del Vietnam (aproximadament 6.000 km²). Actualment només se'l troba en boscos càrstics, tot i que se sap que en el passat també habitava en boscos secondaris. Està molt amenaçat per la caça per part dels humans, que l'utilitzen per a pràctiques de medicina tradicional. Només en queden entre 200 i 250 exemplars. Aquest tàxon fou anomenat en honor de l'ornitòleg francoestatunidenc Jean Théodore Delacour.